# 자립분절음운론
자립분절음운론(自立分節音韻論, Autosegmental phonology)은 존 골드스미스(John Goldsmith)가 1976년 그의 박사학위 논문에서 소개한 생성음운론의 변형이다.
자립분절이론의 주된 요지는 음운론은 연구되는 현상을 음소의 선형순서와 이 순서를 나타내는 변화를 기술하는 과정의 집합체로 더 이상 간주하지 않는다는 것이다.  골드스미스는 언어의 확실한 특징을 나타내는 개개의 분절음과 일치하는 계층의 집합체로서 음운론적 현상을 의미한다고 제안한다.

자립분절음운론은 비연속형태론처럼 음운론에서 그 이상의 발전을 위한 토대의 역할을 하였다.